# Droga wojownika
Droga wojownika – drugi album studyjny polskiej grupy hip-hopowej Pokój z Widokiem na Wojnę.
Za produkcję muzyczną w większości odpowiadał Kaerson, polski producent z Belgii. Inne osoby, które wspomogły projekt to Ive, DJ.B, DNA i DJ Steez. Gościnnie wystąpili Koras, Sokół i Chada. Na płycie znalazło się 12 nowych utworów i 2 remiksy singlowego utworu „Moja pierwsza dziewczyna”, do którego powstał teledysk.

## Lista utworów
Opracowano na podstawie źródeł.
1. „Droga wojownika” (prod.: Kaerson, rap: Juras)
2. „Moja pierwsza dziewczyna” (prod.: Kaerson, scratche/cuty: DJ Steez, rap: Juras, Koras)
3. „Koledzy z podwórka” (prod.: Kaerson, rap: Juras)
4. „Chwile próby” (prod.: Ive, rap: Juras)
5. „Po drugiej stronie” (prod.: Kaerson, rap: Juras)
6. „Egzotyczna przygoda” (prod.: DJ B, rap: Juras, wokal: DJ Omar)
7. „Moje szczęście” (prod.: DNA, rap: Koras, Juras)
8. „Chce się żyć” (prod.: Kaerson, rap: Juras)
9. „Zwariowałem” (prod.: Kaerson, rap: Juras, wokal: Kama)
10. „Życie raperskie” (prod.: Ive, rap: Juras)
11. „To jest mój czas” (prod.: Kaerson, rap: Juras)
12. „W imię ojca i syna” (prod.: Kaerson, rap: Juras)
13. „Moja pierwsza dziewczyna remix 1” (prod.: DJ Steez, scratche/cuty: DJ Steez, rap: Juras, Koras, Sokół)
14. „Moja pierwsza dziewczyna remix 2” (prod.: Kaerson, scratche/cuty: DJ Steez, rap: Koras, Chada, Juras)